# Radio de giro (vehículos)

Radio de giro de un automóvil para un cambio de sentido de 180°. En la ilustración superior el radio de giro pared, considerando el mayor saliente del vehículo. En la ilustración inferior el radio de giro de ruedas, considerando la huella de las ruedas.

El radio de giro es una medición que describe la capacidad de un determinado vehículo para girar. Cuanto más corto es el radio de giro de un vehículo se dice que este ofrece más maniobrabilidad.
Existen dos tipos de radios de giro, uno denominado radio de giro de ruedas, que describirá el radio formado por el recorrido de los neumáticos del vehículo, y el radio de giro pared, pared a pared, o entre paredes, que hará lo propio en función del ancho total del vehículo. La distinción entre estas dos mediciones se hace necesaria al diferenciar el giro de un vehículo en calle, donde posiblemente el radio de giro de ruedas sea suficiente para determinar la maniobrabilidad del vehículo con respecto a los cordones de las veredas, mientras que en interiores esta medición podría resultar ineficaz, debiéndose considerar el ancho total del vehículo antes de que alcance las paredes.
Según datos de la AASHTO (American Association of State Highway and Transportation Officials) de 1994, los radios de giro de diseño de un vehículo utilitario se establecen en 7,3 metros, mientras que los camiones más grandes deben cumplir con un radio de giro de 13,7 metros. Vehículos más grandes o que no cumplan con anchuras, gálibos o radios de giro oficiales, deben solicitar un permiso especial para circular por carretera.
- Datos: Q2558948